# Dziemianowo
Dziemianowo – dawna kolonia. Tereny, na których była położona, leżą obecnie na Litwie, w okręgu wileńskim, w rejonie solecznickim, w gminie Dziewieniszki.

## Historia
W latach 1921–1945 kolonia leżała w Polsce, w województwie wileńskim, w powiecie oszmiańskim, w gminie Dziewieniszki.
W 1931 w 1 domu zamieszkiwało 7 osób.
Wierni należeli do parafii rzymskokatolickiej w Konwaliszkach. Miejscowość podlegała pod Sąd Grodzki w Holszanach i Okręgowy w Wilnie; właściwy urząd pocztowy mieścił się w Konwaliszkach.